# Костылев, Николай Александрович
Николай Александрович Костылев (1871, Сычёвка, Смоленская губерния — 4 февраля 1939, Москва) — российский и советский металлург, доктор технических наук, профессор Сибирского металлургического института имени Серго Орджоникидзе.

## Биография
Родился в Сычёвке Смоленской губернии в семье огородника в 1871 году, брат священник, член церковного совета Василий Александрович Костылев (1869— позже 29.08.1927) будет арестован 19.01.1927 года как «участник к/р монархической группировки, ведущий контрреволюционно-монархическую деятельность, распространяющий провокационные слухи о падении Соввласти и восстановлении монархии, монархическую пропаганду».
В 1896 году окончил Горный институт по первому разряду вместе с Е. Н. Барбот де Марни со званием горного инженера и с почётными отзывами за проекты по металлургии и механике. Получил премию за наилучший журнал практических занятий. Дважды выезжал в командировку в Германию, Австрию, Бельгию и Францию. С 1 октября 1897 года находился на службе Горного ведомства.
Служил в Нижнетагильском горном округе, в 1899—1902 годах смотрителем (помощник управителя) Нижнетагильского завода. Одновременно преподавал в Нижнетагильском горнозаводском училище дисциплину «Строительное искусство».
В 1903―1908 годах являлся управителем Верхне-Салдинского завода и председателем Верхне-Салдинского общества потребителей. В 1910―1912 годах состоял по ГГУ с откомандированием на Нижне-Тагильские и Луньевские заводы наследников П. П. Демидова, князя Сан-Донато. Служил управителем на Нижнесалдинском заводе, управляющим Юго-Камского завода, затем инспектором Уральского горного правления.
Был замечен в революционных действиях, против него было возбуждено уголовное дело. В 1906 году в его квартире был проведён обыск, где были обнаружены прокламации и брошюра противоправительственного содержания с призывами к неплатежу податей, установлению 8-часового рабочего дня. Жена Юлия Лукинична привлекалась к дознанию за принадлежность к организации Екатеринбургского комитета Уральской областной организации партии социалистов-революционеров.
В 1923 году по рекомендации В. Е. Грум-Гржимайло и М. А. Павлова был приглашен в качестве доцента читать курс лекций «Металлургия чугуна» в Томский технологический институт. Возглавил кафедру металлургии железа, затем кафедру металлургии чугуна. После разделения Сибирского технического института работал в Сибирском металлургическом институте. Вместе с институтом переехал в Сталинск. Являлся первым заведующим кафедры металлургии чугуна в 1930—1934 годах.
Избирался депутатом городского совета Сталинска, членом пленума областного комитета Союза работников высшей школы и научных учреждений.
Весной 1934 года перевёлся в Москву, где 3 февраля 1939 года скончался после тяжелой болезни. По его завещанию, после кремации урну с прахом перевезли в г. Сталинск. Сотрудники кафедры участвовали в погребении.
Семья
Супруга Юлия Лукинична Костылева (—1952) была преподавателем русского языка в Павло-Анатольской женской гимназии.

## Вклад в науку
В июне 1899 года принимал участие в уральской экспедиции Д. И. Менделеева, предоставив результаты опытов по определению температуры в печах Мартена с пирометром Лешателье, что отмечено в книге «Уральская железная промышленность в 1899 году».
В 1910 году провел исследование по возникновению усадочных раковин в стальных болванках.
Наибольшее значение имеет монография «Очерки теории доменной плавки» 1933 года, в которой обобщены различные теории доменной плавки.
«На доменное отделение попасть было весьма непросто: брали туда лучших из лучших, потому что ведущий доменщик профессор Николай Александрович Костылев искренне и до конца дней своих был убежден в том, что варить чугун — самое высокое предназначение на земле. Это был ученый прогрессивной формации и душа человек: занимал студентам деньги на новые штаны и ни разу заем не взял назад („Не помню, вы что-то путаете!“), почитай, каждый день водил ребят в цех, показывал, как и что, с намеренным лукавством подбрасывал своим ученым задачи „с брачком“ и радовался, как ребёнок, когда подвох раскрывался. Словом, с ним было необычайно интересно жить рядом».

## Награды и чины
За свои достижения был неоднократно отмечен:
- 1.10.1907 — надворный советник.